# Aidachar
Aidachar (genoemd naar Aydahar, een mythische Kazachse draak) is een geslacht van uitgestorven ichthyodectiforme teleoste straalvinnige vissen uit het Laat-Krijt van Kyzylkum, Centraal-Azië. Het werd benoemd door Lev Nesov in 1981. Aanvankelijk beschreef hij het fossiele materiaal voorlopig als de kaakfragmenten van een ctenochasmatide pterosauriër (een vliegend reptiel), wat de verwijzing naar een draak verklaart, maar nog voor het benoemende artikel gepubliceerd werd, begreep hij dat het een basale vis betrof. Hij trok het artikel echter niet in maar beschreef Aidachar pas in 1987 als een vis. De typesoort is Aidachar paludalis. De soortaanduiding betekent "van het moeras".
Het holotype is CCMGE 1/11913, een linkerbovenkaaksbeen.
Sultanuvaisia antiqua Nesov, 1981 is een mogelijk jonger synoniem.
Een mogelijke tweede soort is Aidachar pankowskii, een hernoeming uit 2011 van Lepidotes pankowskii Forey et Cavin, 2007 gebaseerd op holotype BMNH P.66856.
Een onderscheidend kenmerk is dat het facet op de hyomandibula duidelijk in tweeën is verdeeld.